# Lower Manya Krobo
Lower Manya Krobo är ett distrikt i Ghana.   Det ligger i regionen Östra regionen, i den sydöstra delen av landet, 90 km norr om huvudstaden Accra.